# Alexander Surenowitsch Dronow

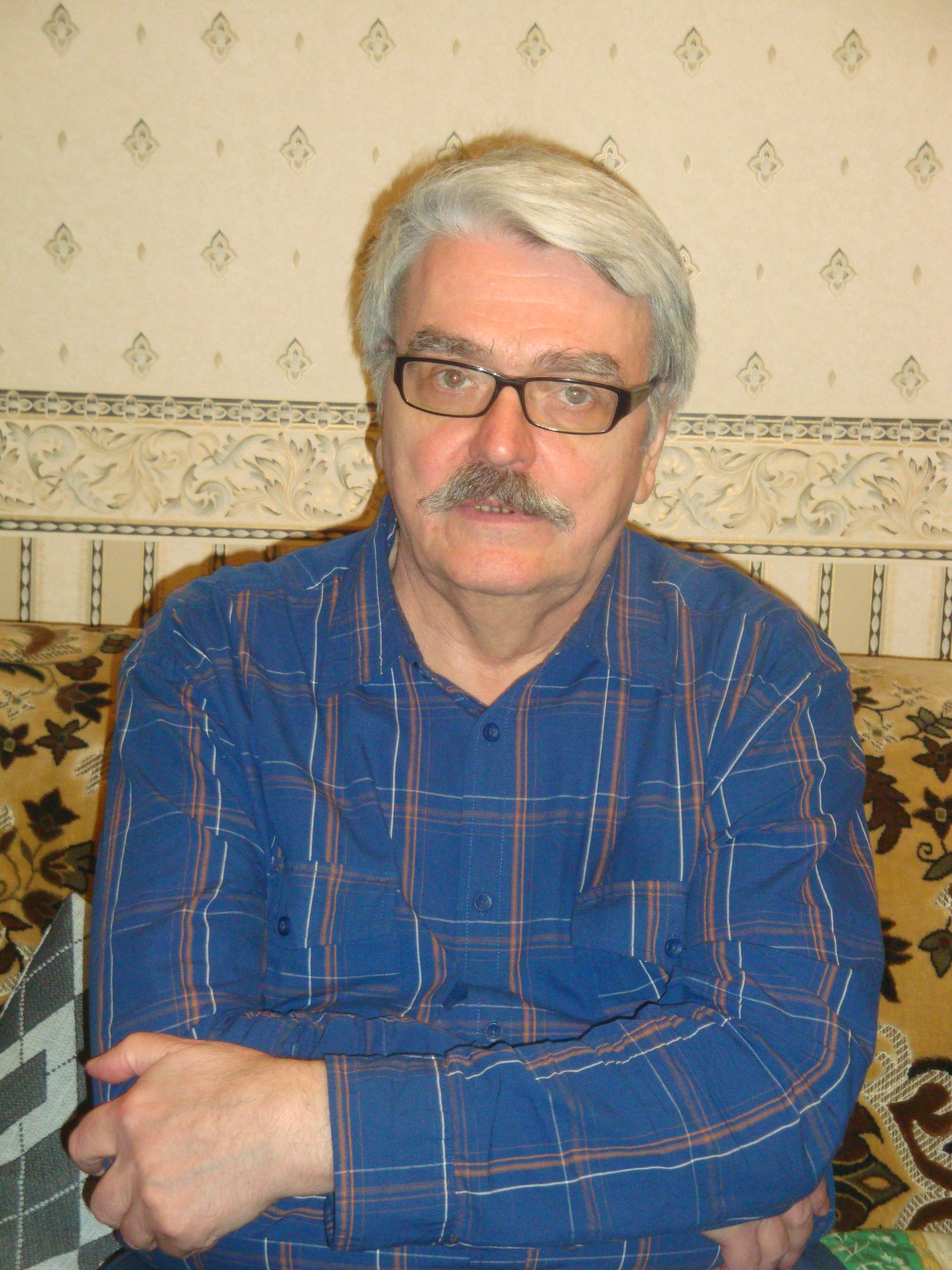
Alexander Dronow (2017)

Alexander Surenowitsch Dronow (russisch Александр Суренович Дронов; * 6. Oktober 1946; † 7. Dezember 2023) war ein russischer mehrfacher Fernschach-Weltmeister.

## Fernschach
Dronow begann 1988 als 41-Jähriger inspiriert von den Erfolgen Fritz Baumbachs mit dem Fernschach. Zuvor hatte er sich ohne nennenswerte Erfolge im Nahschach versucht und dort seit 1981 eine Pause eingelegt.
Nach dem 3. Platz am ersten Brett der 13. Fernschach-Olympiade hinter Baumbach und Chytilek gewann er die Goldmedaille am 1. Brett der Vorgruppe der 18. Fernschach-Olympiade. Seit 2005 trug er den Titel eines Fernschach-Großmeisters.
Durch Siege im Halbfinale und im Finale der 22. Fernschach-Weltmeisterschaft, die vom 31. Dezember 2007 bis 18. Juli 2010 dauerte, wurde er punktgleich mit dem Deutschen Jürgen Bücker, den er in der letzten Partie der 22. Fernschach-Weltmeisterschaft im direkten Vergleich besiegte, Fernschach-Weltmeister. Dronow stufte die Partie später als seine interessanteste des Turniers ein.
Zum zweiten Mal gewann Dronow den WM-Titel bei der 27. Fernschach-Weltmeisterschaft, die vom 6. Oktober 2011 bis zum 5. September 2014 dauerte. Den dritten Titel errang er bei der 29. Fernschach-Weltmeisterschaft, die am 20. Juni 2015 begonnen hatte. Er erzielte 9,5 Punkte aus 16 Partien (3 Siege, 13 Remis).